# Arbeitskreis kritischer BibliothekarInnen
Der Arbeitskreis kritischer BibliothekarInnen (Akribie) war eine deutsche  bibliothekarische Vereinigung. Sie wurde 1988 mit dem Ziel gegründet, regelmäßig Erfahrungen auszutauschen, Gewohntes in Frage zu stellen, Schmerzpunkte zu benennen, die Allgemeinheit für die Entwicklung der Bibliotheken zu interessieren und Demokratie sowohl gegenüber der Öffentlichkeit als auch unter Bibliothekaren herzustellen.
Am 1. November 2011 gab der Arbeitskreis seine Auflösung bekannt.